# 大谷朗
大谷 朗（おおたに あきら、1948年12月7日 - ）は、日本の俳優。大阪府出身。アイティ企画所属。身長180cm、血液型はO型。

## 略歴
桐朋学園演劇科卒業後、劇団雲に入団し、1975年、演劇集団円の創立に参加。

## 出演

### テレビドラマ
- パパと呼ばないで 第1話「きっと立派に育てて見せる」（1972年、NTV / ユニオン映画）
- 大河ドラマ（NHK）
  - 勝海舟（1974年） - 望月亀弥太
  - 花神（1977年） - 金輪五郎
  - 徳川家康（1983年） - 新関右馬允
  - 炎立つ（1993年 - 1994年） - 橘貞頼
- 特捜最前線（東映 / ANB）
  - 第9話「絶唱! 愛と転落の女」（1977年）
  - 第134話「雨の脅迫者!」（1979年）
  - 第144話「ヨーコ・二人だけの新春哀歌!」（1980年）
  - 第167話「マニキュアをした銀行ギャング!」（1980年）
  - 第184話「慕情」（1980年）
  - 第200話「ローマ→パリ縦断捜査!」・第201話「ローマ→パリ縦断捜査II!」（1981年）
  - 第214話「バラの花殺人事件!」（1981年）
  - 第237話「木枯しや…」（1981年）
  - 第240話「サンタクロース殺人事件!」（1981年）
  - 第247話「警視庁狙撃班にいた男!」（1982年）
  - 第255話「張り込み 顔を消した女!」（1982年）
  - 第268話「壁の向うの眼!」（1982年）
  - 第282話「ラッシュアワーの女!」（1982年）
  - 第291話「わらの女・哀愁の能登半島!」、第292話「わらの女II・風に乗る御陣乗太鼓!」（1982年）
  - 第323話「二人の夫を持つ女!」（1983年）
  - 第353話「特別病棟の女!」（1984年）
  - 第376話「警官汚職地図!」（1984年）
  - 第397話「銃弾・神代課長撃たれる!」（1985年）
  - 第442話「生きていた死体!疑惑のニセ家族!」（1985年）
  - 第459話「挑戦・この七人の中に犯人は居る!」（1986年）
- 大空港（1978年 - 1980年、CX）
- ゆうひが丘の総理大臣 第26話「総理先生しっかりして!」（1979年、ユニオン映画 / NTV）
- 鉄道公安官 第35話「ちびっこ大捜査線!」（1980年、ANB / 東映）
- 爆走! ドーベルマン刑事 第12話「アレックス 零下20度からの脱出」・第22話「黒バイ部隊 最後の挑戦!」（1980年、ANB / 東映）
- 太陽にほえろ!（東宝 / NTV）
  - 第419話「禁じられた怒り」（1980年） - 田島（業界紙記者）
  - 第691話「さらば! 山村刑事」（1986年） - 今西治
- 非情のライセンス 第3シリーズ 第25話「兇悪の誘拐・恐怖のカーテレフォン」（1980年、ANB / 東映） - 石岡
- 立花登青春手控 第12話「幻の女」（1982年、NHK）
- 西部警察 PART-III 第44話「幻の銀バッジ」（1984年、石原プロ / ANB） - 旭総業幹部
- 仮面ライダーBLACK 第7話「復元する生体メカ」（1987年、東映 / MBS） - 黒川
- あぶない刑事 （NTV）
  - 第19話「潜入」（1986年） - 田端の部下
  - 第37話「暴発」（1987年） - 大沢
- ジャングル 第35話「磯崎刑事殉職」（1987年、NTV / 東宝） - 長岡
- あきれた刑事 第22話「誘拐されて大爆発」（1988年、NTV / セントラル・アーツ） - 橋爪
- もっとあぶない刑事 第8話「秘密」（1988年） - 島本
- 電脳警察サイバーコップ（1988年 - 1989年、NTV / 東宝） -  山本主任
- ゴリラ・警視庁捜査第8班（1990年、石原プロ / ANB）
  - 第38話「シンデレラ・ガール」 - 佐伯
  - 第43話「再会」 - 佐伯
- メタルヒーローシリーズ（東映 / ANB）
  - 超人機メタルダー 第30話「守れ！秘密基地」（1987年） - 父親
  - 特警ウインスペクター 第3話「友情に乾杯!」（1990年） - ヘンリー野口
  - 特救指令ソルブレイン 第48話「今日もいないパパ」（1991年） - 北山
  - 特捜エクシードラフト 第39話「飛べ!誓いの白球」（1992年） - 栗原洋一
  - 特捜ロボ ジャンパーソン 第20話「忍法デスマッチ」（1993年） - ドクター甲賀
  - ブルースワット 第1話「ビギニング!!」（1994年） - 支店長
  - 重甲ビーファイター 第26話「蟹と水着と親父」（1995年） - 片霧大鐡
- 仕掛人・藤枝梅安（1990年、CX）
- 代表取締役刑事 第10話「動く標的」（1990年、石原プロ / ANB）
- 愛しの刑事 第15話「身代わり自首!? かくまわれた母と子！」-清水 誠（1993年、石原プロ / ANB）
- はぐれ刑事純情派 第7シリーズ 第23話「汚染した女子高生!? 指紋の謎」（1994年、ANB / 東映） - 後藤毅
- スーパー戦隊シリーズ（東映 / ANB）
  - 五星戦隊ダイレンジャー 第26話「嫌な嫌な嫌な奴」・第27話「最終拳だだだッ」（1993年） - 亜紀の父
  - 百獣戦隊ガオレンジャー 第9話「双子が微笑む」（2001年） - 西崎伸一郎
- ウルトラシリーズ（円谷プロ / TBS）
  - ウルトラマンティガ - 小野田岳彦
    - 第5話「怪獣が出てきた日」（1996年）
    - 第33話「吸血都市」（1997年）

  - ウルトラマンダイナ 第33話「平和の星」（1998年） - 小野田岳彦 ※写真のみ
  - ULTRASEVEN X 第1話「DREAM」（2007年） - エイリアン集団のキング
- 真・女神転生デビルサマナー（1997年 - 1998年、TX） - 高杉信也刑事
- 水戸黄門 第28部 第9話「関所を破る男装の密使 -新居-」（2000年、TBS / C.A.L）
- 大江戸を駈ける! 第14話「危険な好奇心」（2000年、TBS） - 坂大四郎
- 鉄甲機ミカヅキ（2000年 - 2001年、CX / メディアファクトリー） - 防衛庁幕僚

### 映画
- 男組（1975年、東映） - 田丸栄吉
- 男組 少年刑務所（1976年、東映） - 田丸栄吉
- 北村透谷 わが冬の歌（1977年、ATG） - 戸川秋骨
- 青年の樹（1977年、東宝）
- 八つ墓村（1977年、松竹）
- またまたあぶない刑事（1988年、東映） - 長峰の手下
- 凍河
- 新宿欲望探偵（1994年、ケイエスエス） - 楊
- ファンキー・モンキー・ティーチャー（1991年、東映）
- エコエコアザラクII（1996年、ギャガ・コミュニケーションズ） - 高梨翔子の父親
- 東京攻略（2000年）
- 巌流島（2003年）
- ワイルド・スピードX3 TOKYO DRIFT（2006年）

### 舞台
- コリオレイナス（福田恆存演出、雲、1971年9月3日 - 17日、日生劇場）
- お気に召すまま（大橋也寸演出、雲、1971年9月30日 - 10月14日、日経ホール）
- マクベス（増見利清演出、松竹）
- マクベス（荒川哲生演出、雲）
- メナム河の日本人（芥川比呂志演出、雲）
- テンペスト（福田恆存演出、雲）
- 夜叉が池（芥川比呂志演出、円）
- 天竺徳兵衛（家高勝演出、円）
- ボルポーネ（安西徹雄演出、円）
- アンドロマック（渡辺守章演出、円）
- ジュリアス・シーザー（安西徹雄演出、円）
- シーザーとクレオパトラ（安西徹雄演出、円）
- 錬金術師（安西徹雄演出、円）
- ベレニス（渡辺守章演出、円）
- ベニスの商人（安西徹雄演出、円）
- マルタ島のユダヤ人（安西徹雄演出、円）
- モンセラ（福沢富夫演出、円）
- 夢魔（伊藤祥子演出、青の会）
- ウィンザーの陽気な女房たち（安西徹雄演出、円）
- リア王（安西徹雄演出、円）
- 悲劇フェードル（渡辺守章演出、円）
- ペレアスとメリザンド（伊藤祥子演出、青の会）
- 愛の勝利（渡辺守章演出、円）
- サウンド・オブ・ミュージック（宮本亜門演出、東宝）
- 天守物語（渡辺守章演出、空中庭園）
- 蔵のある家（森泉博行演出、円）
- から騒ぎ（安西徹雄演出、円）
- 風流線（山本健翔演出、円）
- シラノ・ド・ベルジュラック（渡辺守章演出、円）
- フォーティンブラス（青井陽二演出）
- マクロプロス（山下悟演出、円）
- ロスメルスフォルム（安西徹雄演出、円）
- デージーが咲く街（品川能正演出、東京ギンガ堂）
- 見えない人たち（是枝正彦演出、パンプランニング）
- 宮本武蔵（山内勉演出、生活向上委員会）
- 新宿パラダイス（品川能正演出、東京ギンガ堂）
- ああ、ガス欠！（是枝正彦演出、パンプランニング）
- 孫文と梅屋庄吉（品川能正演出、東京ギンガ堂）
- スガナレル（是枝正彦演出、パンプランニング）
- サムライ高峰譲吉（品川能正演出、東京ギンガ堂）
- The Sound of Silence（品川能正演出、東京ギンガ堂）
- 囁谷シルバー男声合唱団（平光琢也演出、円）
- アキラ君は老け顔（國吉咲貴演出、くによし組）
- 透明な血（東憲司演出、円）
- 爪の灯（国峰眞演出、円）
- 風雪の城 リア（鼓太郎演出）
- うらしま太郎（角ひろみ演出、M-PAD2015リーディング）
- 冥途・道連・花火（角ひろみ演出、M-PAD2016リーディング）
- 穢土（角ひろみ演出、M-PAD2017リーディング）
- 雲山（角ひろみ演出、M-PAD2018リーディング）

　  蜘蛛の糸・羅生門（角ひろみ演出、M-PAD2020リーディング）
　  小川未明（角ひろみ演出、M-PAD2021リーディング）
白・貉（角ひろみ演出、M-PAD2022リーディング）  
藤十郎の恋（角ひろみ演出、M-PAD2023リーディング）
- 夏の夜の夢（大谷朗演出、演劇倶楽部O's）
- おりょう（大谷朗演出、演劇倶楽部O's）
- 幾松（大谷朗演出、演劇倶楽部O's）
- 貞奴（大谷朗演出、演劇倶楽部O's）

浅草の陽気な女房たち（大谷朗演出、演劇倶楽部O's）
昭和残照伝々・悲恋（大谷朗演出、演劇倶楽部O's）